# Stralsund: Blutlinien
Blutlinien ist ein deutscher Fernsehfilm von Lars Henning aus dem Jahr 2020. Es handelt sich um den sechzehnten Filmbeitrag der ZDF-Samstagskrimireihe Stralsund. In den Hauptrollen der Ermittler agieren neben Katharina Wackernagel und Alexander Held Karim Günes und Johannes Zirner. Die Haupt-Gastrollen sind besetzt mit Franziska Hartmann, Barnaby Metschurat, Andreas Schröders, Rainer Furch, Hilmar Eichhorn, Axel Siefer und Stefan Rudolf.
Als bei Renovierungsarbeiten eines Hauses die einbetonierte Leiche einer jungen Frau gefunden wird, scheint die Vergangenheit Maren Brandt wieder eingeholt zu haben. Kommissarin Nina Petersen setzt der Fall besonders zu, da sie mit der seinerzeit verschwundenen Klara sowie mit Maren Brandt befreundet war.

## Handlung
Maren Brandt und ihr Lebensgefährte Ben Koslick sind damit beschäftigt, ein altes Haus zu renovieren, als unter der Betondecke die Leiche einer jungen Frau entdeckt wird. Die Kriminalkommissare Nina Petersen, Karl Hidde und Karim Uthmann nehmen die Ermittlungen auf. Nina erkennt in der Toten ihre einstige Schulkameradin Klara Grist. Sie erzählt ihren Kollegen, dass Klara im Sommer 1996 an der Grenze zu Polen verschwunden sei. Man habe den ganzen Sommer über nach ihr gesucht. Petersen geht die Sache ziemlich nah. Die Garage, in deren Bodenplatte Klara einbetoniert war, wurde im Spätsommer 1996 von Marens Vater Carlos erbaut, der inzwischen seit zwei Jahren in einem Pflegeheim lebt und dement ist.
Klaras Leiche weist eine Wunde am Hals auf, wahrscheinlich verursacht durch einen Draht oder ein Seil. Henrik Brandt, Marens Bruder, galt damals als dringend tatverdächtig. Brandt hat gerade eine Gefängnisstrafe verbüßt. Maren ruft ihn an und erzählt ihm von dem Fund. Zur selben Zeit erzählt Petersen ihrem Kollegen Hidde, dass sie wegen Klara seinerzeit zur Kripo gegangen sei, sie habe einfach nicht verstehen können, dass ein Mensch einfach so verschwinden könne. Nur wenig später teilt Lutz Hagner vom LKA Mecklenburg-Vorpommern, früher beim BND, den Beamten mit, dass ihr Kollege Thomas Jung ihr neuer Vorgesetzter nach dem Weggang von Caroline Seibert sein werde. Jung ruft eine Einsatzbesprechung ein und teilt erste Ergebnisse der KTU mit. Danach wurde Klara Grist mit einem drei Millimeter starken Draht oder einer Garrotte getötet. Offenbar habe es keine Gegenwehr gegeben. Henrik Brandt, der mit Klara und seiner Schwester mit dem Rad unterwegs war, hatte seinerzeit ausgesagt, dass Klara nach einem Streit einfach davongerannt sei.
Maren trifft sich mit ihrem Bruder, sie küssen sich, als seien sie ein Liebespaar. Er ist enttäuscht, dass sie in einer Beziehung ist und er nicht bei ihr wohnen kann. Sie überlässt ihm auf seinen Wunsch hin ihr Auto, das er, wenn er es nicht mehr braucht, vor dem Laden abstellen soll, den sie betreibt. Zum Abschied meint sie, sie dürften sich nicht mehr sehen. Es sei ihr ernst. Kurz darauf kommt es in einem Tankstellen-Shop zu einem blutigen Zwischenfall. Henrik lässt eine Flasche Schnaps mitgehen, wird dabei von dem Pächter Jost Braun am Bildschirm beobachtet und, als er den Shop verlassen will, mit einer Pistole bedroht. Er stellt die Flasche zurück, entschuldigt sich und meint, er wolle keinen Ärger. Braun gibt jedoch der Kassiererin Tina Hart die Anweisung, die Polizei zu rufen. Es entsteht ein Gerangel zwischen den Männern, ein Schuss fällt und Jost Braun bricht tot zusammen. Henrik nimmt die junge Kassiererin als Geisel, lässt sie jedoch wenig später wieder laufen.
Karl Hidde hat recherchiert, dass im Zeitraum zwischen 1977 und 1989 analog dem Fall Klara Grist junge Frauen mit einer Garrotte getötet worden sind. In der DDR seien derartige Fälle nicht ans Licht der Öffentlichkeit gelangt, die Morde wurden unter den Teppich gekehrt. Mit der Wende 1989 hörten die Tötungen dann schlagartig auf.
Maren trifft sich erneut mit Henrik. Aus ihrem Gespräch geht hervor, dass Maren neben der Beziehung zu ihrem Bruder auch ein Verhältnis mit Klara hatte. Nina Petersen, die Maren mit dem Auto gefolgt ist, will mit Henrik über Klara sprechen. Als er davonläuft, fordert sie ihn auf, stehenzubleiben, ein Schuss fällt, der Nina nur knapp verfehlt hat. Sie hat eine Streifwunde am Hals. Später gibt Maren Nina Petersen gegenüber zu, dass Henrik der Vater ihres Sohnes Jo ist und dass die Beziehung zu ihrem Bruder sich für sie auch nie falsch angefühlt habe. Außer Henrik wisse aber niemand, dass er Jos Vater ist. 
Henrik trifft sich mit Bernd Eisner, bei dem Henrik nach seiner Entlassung aus dem Gefängnis eine Meldeadresse hat. Eisner ist zusammen mit Carlos Brandt zur See gefahren, auch Schmuggelgeschäfte haben beide verbunden. Er gesteht Henrik, dass er damals, während alle nach Klara gesucht hätten, seinem Vater geholfen habe, ihre Leiche einzugießen. Sein Vater habe ihm damals gesagt, dass er sicher sei, dass er, Henrik, Klara getötet habe. Überraschend erzählt Eisner dann, dass Carlos Klara im Wagen mitgenommen habe, da er sie hätte haben wollen, sie habe aber nicht gewollt, woraufhin er Klara mit einer Drahtschlinge erdrosselt habe. Carlos habe ihm das erzählt, kurz bevor er ins Heim gegangen sei, weil sein Verstand immer mehr nachgelassen habe.
Hidde hat inzwischen festgestellt, dass die Tatorte der unaufgeklärten Frauenmorde zu Eisners Tagebuch passen. Die Morde seien auch weitergegangen, als Carlos und Henrik im Gefängnis saßen. Laut Europol sind in den Jahren nach der Wende in Dänemark, Lettland und auf Bornholm drei Frauen auf ganz ähnliche Weise ermordet worden wie Klara Grist. 
Eisner, der ein falsches Spiel spielt, erwartet Maren, die sich mit ihrem Bruder treffen wollte, und erzählt ihr, dass Henrik ihr nicht mehr traue, weshalb er ihn gebeten habe, sie zu ihm zu bringen. Zögernd steigt Maren in sein Auto ein. Er nimmt sie mit auf sein abseits gelegenes Grundstück, wo der vielfache Frauenmörder seine Maske fallen lässt und Maren mit einer Pistole bedroht. Henrik und Jo, der ihm rein zufällig auf die Spur gekommen war, hat er in dem auf dem Gelände befindlichen Gebäude gefesselt eingesperrt. Nina Petersen, die Maren beschattet hatte, hat inzwischen ihre Kollegen verständigt, die  unter Leitung von Thomas Jung eingetroffen sind und das Feuer auf den wild um sich schießenden Eisner eröffnen. In seiner Bösartigkeit erschießt Eisner aber auch noch Henrik, der sich schützend vor seinen Sohn gestellt hatte, bevor er selbst durch den von Nina zuvor abgegebenen Schuss tot zusammenbricht.

## Produktion

### Produktionsnotizen, Hintergrund
Blutlinien wurde unter dem Arbeitstitel Böses Blut vom 12. März bis zum 12. April 2019 in Stralsund und Hamburg gedreht. Produziert wurde der Film von der Network Movie Film- und Fernsehproduktion GmbH. Die Redaktion lag bei Martin R. Neumann.
Olaf Kraemer, der Autor des Drehbuchs, erläuterte, warum er diese Geschichte ausgewählt habe: „Mich hat vor allem interessiert, wie Kinder von Kriminellen, die ja oft anders sozialisiert werden als Kinder aus vermeintlich ‚normalen‘ Familien, ihr späteres Leben meistern und die Vergangenheit integrieren. In ‚Blutlinien‘ steht ein Geschwisterpaar im Mittelpunkt, das sich bedingt durch ein hartes Milieu und das Verhältnis zu ihrem kriminellen Vater schon früh ungewöhnlich eng aneinandergeklammert hat. Der Versuch, ein neues Leben abseits der Vergangenheit und der schwierigen Kindheit zu beginnen, scheitert, und drei Generationen drohen an dem ‚Familienfluch‘ zu Grunde zu gehen – vertrackt für unsere Hauptfiguren, deren Ermittlungen immer wieder in die gleiche Sackgasse laufen. Denn egal, was passiert – Blut ist dicker als Wasser.“
Johannes Zirner, der den neuen Chef und Geliebten von Nina Petersen spielt, erklärte, worin die Faszination dieses Falles für ihn liege: „‚Blutlinien‘ ist die komplexe Geschichte einer Familie mit einer dunklen Vergangenheit, die nach Jahren wieder ans Licht kommt. Dies macht den besonderen Reiz der Folge aus. Und natürlich die starke Besetzung der Episoden-Figuren.“
Lars Henning, der Regisseur, führte aus: „Der Film bewegt sich eher langsam, aber mit einer unaufhaltsamen Bewegung auf einen Punkt zu, an dem sich die Lebenswege der Figuren noch einmal auf eine tragische und schicksalhafte Weise überschneiden. Daraus zieht der Film seine gewisse Kraft.“

### Musik
- Unchained Melody von The Righteous Brothers
- New Noise von Refused

## Rezeption

### Veröffentlichung, Einschaltquote
Der am 9. April 2020 im ZDF erstmals ausgestrahlte Film konnte 7,44 Millionen Zuschauer verbuchen, was einem Marktanteil von 26,1 Prozent entsprach.
Der Film wurde am 19. Juni 2020 vom Studio Hamburg Enterprises zusammen mit den Folgen Waffenbrüder, Schattenlinien und Doppelkopf auf DVD herausgegeben.

### Kritik
Die Kritiker der Fernsehzeitschrift TV Spielfilm zeigten mit dem Daumen nach oben, vergaben für Spannung zwei und für Action und Erotik je einen von drei möglichen Punkten und resümierten: „In Rückblenden entrollt Drehbuchautor Olaf Kraemer das Schicksal dreier Generationen, die an einem ‚Familienfluch‘ zu zerbrechen drohen. Das wirkt oft klischeehaft und bemüht, ist aber spannend.“ Fazit: „Konstruiert aber zum Mitfiebern geeignet“.
Auf der Seite Goldene Kamera führte Kristina Heuer aus, der mittlerweile 16. Fall setze „weniger auf die gewohnt brutalen Actionszenen, sondern erzähl[e] eine Familientragödie, die es dank der vielschichtigen Charaktere in sich“ habe. Der Film sei „sehr gut besetzt“, wobei „vor allem Franziska Hartmann und Barnaby Metschurat im Zusammenspiel eine für den Zuschauer fesselnde Dynamik“ entwickelten. Insgesamt gesehen, beherrschten aber „nicht nur die Schauspieler, sondern auch der Regisseur und der Autor ihr Handwerk“. Entstanden sei „ein klassischer Krimi, der seinen Fokus auf eine Familiengeschichte legt, gekonnt in den Zeitebenen springt und durch die verschiedenen Handlungen den Zuschauer bei der Stange“ halte. „Auch wenn die Auflösung nach der Vorgeschichte eher durchwachsen“ sei, so könne der Krimi „dennoch durch die fundierten Leistungen der Macher und den vielschichtigen Charakteren die Erwartungen der Krimifans erfüllen“. Der Film wurde mit vier goldenen Kameras von fünf möglichen bewertet.
Rainer Tittelbach gab dem Film auf seiner Seite tittelbach.tv 4½ von 6 möglichen Sternen und fasste zusammen: „Erschließt sich das Familiendrama auch erst nach und nach, so erkennt man doch bald die verhängnisvolle Psychologie dieser asozialen, dysfunktionalen Familie. Trotz aller Krimi-Zwänge gelingt es Autor Olaf Kraemer, die seelische Grundierung dieser Bruder-Schwester-Beziehung deutlich zu machen. Das Übrige dazu bei tragen die großartigen Darstellungen von Barnaby Metschurat und Franziska Hartmann. Mit Lars Henning hat man auch den passenden Regisseur für diesen Stoff gefunden. Und für Katharina Wackernagel wirkt ein solches abgründiges Krimi-Drama stimmiger als die Action aus den Anfängen der Reihe.“ […] „Über das Drama einer tiefen Verbundenheit, die zum Verhängnis werden kann“, ziehe ‚Blutlinien‘ „den Betrachter zunehmend in seinen Bann – motiviert von Inzest-Mutmaßungen und anderen Ahnungen, die bereits in der Eingangsszene mit dem unzertrennlichen Trio“ aufkämen. Die Geschichte bewege „sich langsam, da es aber dem Abgrund entgegen geht, [und] Kraemer sich eine sehr existentielle Geschichte ausgedacht hat, [seien] Intensität und innere Spannung hoch“. Auch „filmisch“ sei es, „die Stimmung der Verlorenheit, die faszinier[e] und sich eindrucksvoll über die Bilder“ lege. ‚Blutlinien‘ könne sich „in jeder Hinsicht sehen lassen“.
Harald Keller befasste sich in der Frankfurter Rundschau mit dem Film und kam zu dem Ergebnis: „Autor Kraemer und Regisseur Lars Henning sorgen mit kleinen Auslassungen und Zeitsprüngen subtil für Spannung, stellen Ermittler und das Publikum vor nachvollziehbare Rätsel.“ Franziska Hartmann liefere „eine schauspielerische Glanzleistung als zwischen Familiengründung und Bruderliebe schier zerrissene Maren Brandt. Gleichwertig begleitet von Barnaby Metschurat in der Rolle des Henrik Brandt“. Er verleihe „dem gebeutelten Ex-Häftling eine verblüffend genaue Körpersprache, bis hin zum unsicheren schwankenden Gang eines Menschen, der lange Zeit zur Unbeweglichkeit verdammt war“. „Nicht zu vergessen“ auch der Schauspieler und Theaterregisseur Axel Siefer als unzugänglicher ehemaliger Berufsverbrecher Carlos Brandt. Hauptdarstellerin Katharina Wackernagel bekomme erneut „das dunklere Spektrum menschlicher Emotionen auferlegt“. Das mache sie „bestens“, es passe zur Geschichte.
Im Hamburger Abendblatt war zu lesen, der Fall sei „nichts für schwache Nerven“. […] „Psychologisch“ überzeuge „der langsam und atmosphärisch diesig erzählte Fall […] allemal“. […] „Besonders Hartmann und Metschurat als Darsteller des unseligen Geschwisterpaars“ ließen „das Geschehen in der Produktion von Network Movies menschlich wahrhaftig und berührend erscheinen“.
In der taz war die Rede von einem „angenehm ruhige[m] Film“, der allerdings „ein bisschen viel Schema F.“ biete und bei dem „einiges verschenkt“ worden sei. Der Plot sei „trotz hübscher Wendungen etwas zu erwartbar“. Mitten im Film gebe es eine „krasse Szene“, die „unvermittelt“ daherkomme, „kurz“ aber „entlarvend“ sei. Dabei geht es um die Szene, in der die Kassiererin aus der Tankstelle von Petersen und Uthmann befragt wird, und auf die Frage, warum sie die Polizei nicht darüber informiert habe, dass der Tankwart die spätere Tatwaffe geklaut habe, antwortet: „Dann kommen Leute wie sie“, und auf die Nachfrage Uthmanns, welche Leute sie meine, erwidert: „Kanaken.“